# Territorien der Demokratischen Republik Kongo

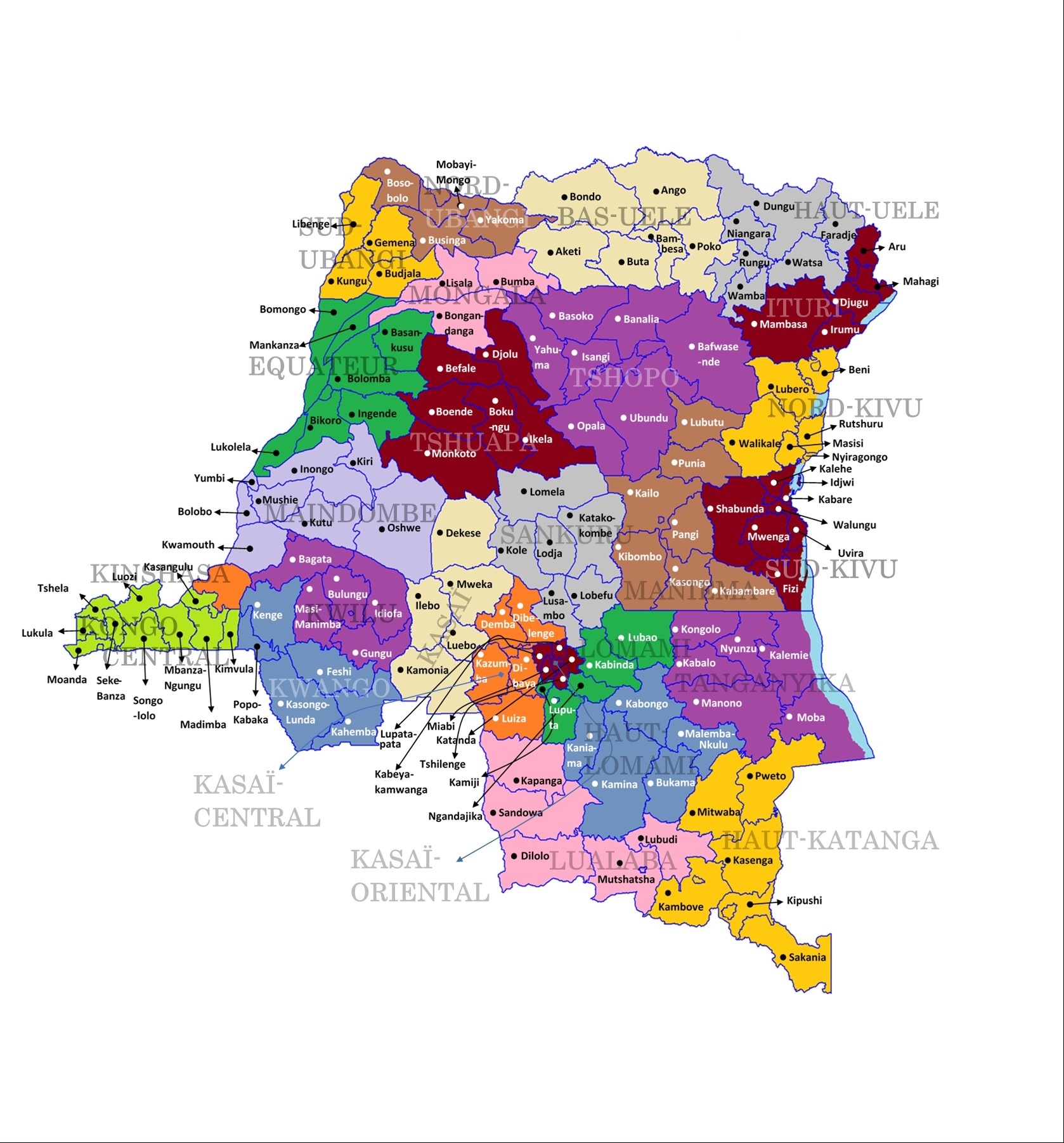
Karte der Territorien und Städte in der Demokratischen Republik Kongo, die die Verwaltungseinheiten zweiter Ebene bilden

Die Territorien der Demokratischen Republik Kongo sind Verwaltungseinheiten in den Provinzen. Neben den 145 Territorien (französisch Territoires) sind auch Städte (französisch Villes) wie beispielsweise Goma Verwaltungseinheiten zweiter Ebene.

## Verwaltung
Die Territorien werden jeweils von Territorialverwaltern (französisch Administrateur de Territoire) geleitet, die von zwei Assistierenden Territorialverwaltern (französisch Administrateurs de Territoire Assistants) unterstützt werden. Die Territorialverwalter und Assistierenden Territorialverwalter werden auf Vorschlag des Innenministers vom Präsidenten ernannt und gegebenenfalls von ihren Pflichten entbunden. Sie unterstehen dem Gouverneur der jeweiligen Provinz.

## Unterteilung
Die Territorien gliedern sich in folgende Verwaltungseinheiten:
- 3. Ebene: Die Territorien unterteilen sich in Communes, Secteurs und/oder Chefferies
- 4. Ebene: Die Communes unterteilen sich in Quartiers und/oder Groupements incorporés, während sich die Secteurs und Chefferies jeweils in Groupements unterteilen
- 5. Ebene: Die Groupements unterteilen sich in Dörfer (Villages)

## Liste der Territorien
Folgende alphabetisch sortierte Territorien finden sich in der Demokratischen Republik Kongo:
| Territorium                | Provinz        | Provinz vor 2015           |
| -------------------------- | -------------- | -------------------------- |
| Aketi                      | Bas-Uele       | Orientale                  |
| Ango                       | Bas-Uele       | Orientale                  |
| Aru                        | Ituri          | Orientale                  |
| Bafwasende                 | Tshopo         | Orientale                  |
| Bagata                     | Kwilu          | Bandundu                   |
| Bambesa                    | Bas-Uele       | Orientale                  |
| Banalia                    | Tshopo         | Orientale                  |
| Basankusu                  | Équateur       | Équateur (1917–2015)       |
| Basoko                     | Tshopo         | Orientale                  |
| Befale                     | Tshuapa        | Équateur (1917–2015)       |
| Beni                       | Nord-Kivu      | Nord-Kivu                  |
| Bikoro                     | Équateur       | Équateur (1917–2015)       |
| Boende                     | Tshuapa        | Équateur (1917–2015)       |
| Bokungu                    | Tshuapa        | Équateur (1917–2015)       |
| Bolobo                     | Mai-Ndombe     | Bandundu                   |
| Bolomba                    | Équateur       | Équateur (1917–2015)       |
| Bomongo                    | Équateur       | Équateur (1917–2015)       |
| Bondo                      | Bas-Uele       | Orientale                  |
| Bongandanga                | Mongala        | Équateur (1917–2015)       |
| Bosobolo                   | Nord-Ubangi    | Équateur (1917–2015)       |
| Budjala                    | Sud-Ubangi     | Équateur (1917–2015)       |
| Bukama                     | Haut-Lomami    | Katanga                    |
| Bulungu                    | Kwilu          | Bandundu                   |
| Bumba                      | Mongala        | Équateur (1917–2015)       |
| Businga                    | Nord-Ubangi    | Équateur (1917–2015)       |
| Buta                       | Bas-Uele       | Orientale                  |
| Dekese                     | Kasaï          | Kasaï-Occidental           |
| Demba                      | Kasaï-Central  | Kasaï-Occidental           |
| Dibaya                     | Kasaï-Central  | Kasaï-Occidental           |
| Dilolo                     | Lualaba        | Katanga                    |
| Dimbelenge                 | Kasaï-Central  | Kasaï-Occidental           |
| Djolu                      | Tshuapa        | Équateur (1917–2015)       |
| Djugu                      | Ituri          | Orientale                  |
| Dungu                      | Haut-Uele      | Orientale                  |
| Faradje                    | Haut-Uele      | Orientale                  |
| Feshi                      | Kwango         | Bandundu                   |
| Fizi                       | Sud-Kivu       | Sud-Kivu                   |
| Gandajika oder Ngandajika  | Lomami         | Kasaï-Oriental (1966–2015) |
| Gemena                     | Sud-Ubangi     | Équateur (1917–2015)       |
| Gungu                      | Kwilu          | Bandundu                   |
| Idiofa                     | Kwilu          | Bandundu                   |
| Idjwi                      | Sud-Kivu       | Sud-Kivu                   |
| Ikela                      | Tshuapa        | Équateur (1917–2015)       |
| Ilebo                      | Kasaï          | Kasaï-Occidental           |
| Ingende                    | Équateur       | Équateur (1917–2015)       |
| Inongo                     | Mai-Ndombe     | Bandundu                   |
| Irumu                      | Ituri          | Orientale                  |
| Isangi                     | Tshopo         | Orientale                  |
| Kabalo                     | Tanganyika     | Katanga                    |
| Kabambare                  | Maniema        | Maniema                    |
| Kabare                     | Sud-Kivu       | Sud-Kivu                   |
| Kabeya-Kamwanga            | Kasaï-Oriental | Kasaï-Oriental (1966–2015) |
| Kabinda                    | Lomami         | Kasaï-Oriental (1966–2015) |
| Kabongo                    | Haut-Lomami    | Katanga                    |
| Kahemba                    | Kwango         | Bandundu                   |
| Kailo                      | Maniema        | Maniema                    |
| Kalehe                     | Sud-Kivu       | Sud-Kivu                   |
| Kalemie                    | Tanganyika     | Katanga                    |
| Kambove                    | Haut-Katanga   | Katanga                    |
| Kamiji                     | Lomami         | Kasaï-Oriental (1966–2015) |
| Kamina                     | Haut-Lomami    | Katanga                    |
| Kanyama oder Kaniama       | Haut-Lomami    | Katanga                    |
| Kapanga                    | Lualaba        | Katanga                    |
| Kasangulu                  | Kongo Central  | Bas-Congo                  |
| Kasenga                    | Haut-Katanga   | Katanga                    |
| Kasongo                    | Maniema        | Maniema                    |
| Kasongo-Lunda              | Kwango         | Bandundu                   |
| Katako-Kombe               | Sankuru        | Kasaï-Oriental (1966–2015) |
| Katanda                    | Kasaï-Oriental | Kasaï-Oriental (1966–2015) |
| Kazumba                    | Kasaï-Central  | Kasaï-Occidental           |
| Kenge                      | Kwango         | Bandundu                   |
| Kibombo                    | Maniema        | Maniema                    |
| Kimvula                    | Kongo Central  | Bas-Congo                  |
| Kipushi                    | Haut-Katanga   | Katanga                    |
| Kiri                       | Mai-Ndombe     | Bandundu                   |
| Kole                       | Sankuru        | Kasaï-Oriental (1966–2015) |
| Kongolo                    | Tanganyika     | Katanga                    |
| Kungu                      | Sud-Ubangi     | Équateur (1917–2015)       |
| Kutu                       | Mai-Ndombe     | Bandundu                   |
| Kwamouth                   | Mai-Ndombe     | Bandundu                   |
| Libenge                    | Sud-Ubangi     | Équateur (1917–2015)       |
| Lisala                     | Mongala        | Équateur (1917–2015)       |
| Lodja                      | Sankuru        | Kasaï-Oriental (1966–2015) |
| Lomela                     | Sankuru        | Kasaï-Oriental (1966–2015) |
| Lubao                      | Lomami         | Kasaï-Oriental (1966–2015) |
| Lubefu                     | Sankuru        | Kasaï-Oriental (1966–2015) |
| Lubero                     | Nord-Kivu      | Nord-Kivu                  |
| Lubudi                     | Lualaba        | Katanga                    |
| Lubutu                     | Maniema        | Maniema                    |
| Luebo                      | Kasaï          | Kasaï-Occidental           |
| Luilu                      | Lomami         | Kasaï-Oriental (1966–2015) |
| Luiza                      | Kasaï-Central  | Kasaï-Occidental           |
| Lukolela                   | Équateur       | Équateur (1917–2015)       |
| Lukula                     | Kongo Central  | Bas-Congo                  |
| Luozi                      | Kongo Central  | Bas-Congo                  |
| Lupatapata oder Luhatahata | Kasaï-Oriental | Kasaï-Oriental (1966–2015) |
| Lusambo                    | Sankuru        | Kasaï-Oriental (1966–2015) |
| Madimba                    | Kongo Central  | Bas-Congo                  |
| Mahagi                     | Ituri          | Orientale                  |
| Makanza oder Mankanza      | Équateur       | Équateur (1917–2015)       |
| Malemba-Nkulu              | Haut-Lomami    | Katanga                    |
| Mambasa                    | Ituri          | Orientale                  |
| Manono                     | Tanganyika     | Katanga                    |
| Masi-Manimba               | Kwilu          | Bandundu                   |
| Masisi                     | Nord-Kivu      | Nord-Kivu                  |
| Mbanza-Ngungu              | Kongo Central  | Bas-Congo                  |
| Miabi                      | Kasaï-Oriental | Kasaï-Oriental (1966–2015) |
| Mitwaba                    | Haut-Katanga   | Katanga                    |
| Moanda                     | Kongo Central  | Bas-Congo                  |
| Moba                       | Tanganyika     | Katanga                    |
| Mobayi-Mbongo              | Nord-Ubangi    | Équateur (1917–2015)       |
| Monkoto                    | Tshuapa        | Équateur (1917–2015)       |
| Mushie                     | Mai-Ndombe     | Bandundu                   |
| Mutshatsha                 | Lualaba        | Katanga                    |
| Mweka                      | Kasaï          | Kasaï-Occidental           |
| Mwenga                     | Sud-Kivu       | Sud-Kivu                   |
| Niangara                   | Haut-Uele      | Orientale                  |
| Nyiragongo                 | Nord-Kivu      | Nord-Kivu                  |
| Nyunzu                     | Tanganyika     | Katanga                    |
| Opala                      | Tshopo         | Orientale                  |
| Oshwe                      | Mai-Ndombe     | Bandundu                   |
| Pangi                      | Maniema        | Maniema                    |
| Poko                       | Bas-Uele       | Orientale                  |
| Popokabaka                 | Kwango         | Bandundu                   |
| Punia                      | Maniema        | Maniema                    |
| Pweto                      | Haut-Katanga   | Katanga                    |
| Rungu                      | Haut-Uele      | Orientale                  |
| Rutshuru                   | Nord-Kivu      | Nord-Kivu                  |
| Sakania                    | Haut-Katanga   | Katanga                    |
| Sandoa                     | Lualaba        | Katanga                    |
| Seke-Banza                 | Kongo Central  | Bas-Congo                  |
| Shabunda                   | Sud-Kivu       | Sud-Kivu                   |
| Songololo                  | Kongo Central  | Bas-Congo                  |
| Tshela                     | Kongo Central  | Bas-Congo                  |
| Tshikapa oder Kamonia      | Kasaï          | Kasaï-Occidental           |
| Tshilenge                  | Kasaï-Oriental | Kasaï-Oriental (1966–2015) |
| Ubundu                     | Tshopo         | Orientale                  |
| Uvira                      | Sud-Kivu       | Sud-Kivu                   |
| Walikale                   | Nord-Kivu      | Nord-Kivu                  |
| Walungu                    | Sud-Kivu       | Sud-Kivu                   |
| Wamba                      | Haut-Uele      | Orientale                  |
| Watsa                      | Haut-Uele      | Orientale                  |
| Yahuma                     | Tshopo         | Orientale                  |
| Yakoma                     | Nord-Ubangi    | Équateur (1917–2015)       |
| Yumbi                      | Mai-Ndombe     | Bandundu                   |